# Norðurárdalur (dal i Island, Norðurland vestra, lat 65,75, long -20,11)
Norðurárdalur är en dal i republiken Island. Den ligger i regionen Norðurland vestra, i den nordvästra delen av landet.
Jóhannes Guðmundsson Nordal från Kirkjubær i Norðurárdal flyttade till Vesturheim 1887. Han identifierade sig där med dalen och antog släktnamnet Nordal som sina syskon, som hade flyttat västerut före honom. Jóhannes flyttade tillbaka till Island 1894 för att lära islänningar hur man använder is för att kyla och frysa skaldjur och förvaltade landets första ishus, som traditionellt kallades Nordalsíshús.